# Max Faßbender
Pour les articles homonymes, voir Fassbender.
Max Faßbender (ou Fassbender, né le 8 octobre 1868 à Berlin et mort entre 1927 et 1932) est un directeur de la photographie allemand. Il est notamment connu pour son travail avec Fritz Lang et Richard Oswald.

## Filmographie partielle
- 1916 : Titanenkampf de Joseph Delmont
- 1918 : Journal d'une fille perdue de Richard Oswald
- 1918 : Henriette Jacoby de Richard Oswald
- 1919 : Prostitution de Richard Oswald
- 1919 : Différent des autres de Richard Oswald
- 1919 : Harakiri de Fritz Lang